# 支払い過ぎた縁談
『支払い過ぎた縁談』（しはらいすぎたえんだん）は、松本清張の短編小説。『週刊新潮』1957年12月2日号に掲載、1959年9月に短編集『紙の牙』収録の1編として、東都書房より刊行された。
過去4度テレビドラマ化されている。

## あらすじ
萱野徳右衛門の家は田舎の旧家であった。娘の幸子はいい年齢になり、縁談も持ち込まれていたが、萱野家は相手の家柄・財産・教養（学歴）を理由に断ってきた。ある日、東京の大学講師の高森正治という男が、所蔵の古文書を見せてほしいと言って萱野家を訪問、幸子に好意的な視線を示す。その後一週間足らずのうちに高森の叔父・剛隆が萱野家を訪ね、高森が幸子に一目惚れしたのでお嬢様を頂戴したいと申し出る。徳右衛門の目から見て、条件は申し分なかった。幸子も、自分に相応しい相手だと満足し、同意を示した。
だが、しばらくして萱野家に桃川恒夫という青年が現れる。桃川の身なりは近代的で洗練され、加えて相当の資産家のようであった。徳右衛門に迷いが出た。幸子も桃川恒夫のほうに惹かれており、高森との縁談は断る方向で考え始める。三日後、桃川の母が綺麗な身支度で訪問し、結納には大金を包むと云った。東京への招待も受け、すっかり幸子の気持ちは桃川に傾いた。一方、高森には断りの手紙を書いた。しかし叔父の剛隆が萱野家に乗り込み、慰謝料を払えと要求してきた…。

## エピソード
- 著者は「軽い短篇として週刊誌に載せた。そのころは、O・ヘンリィのような短篇の味を狙ったものである」と記している[1]。

## テレビドラマ

### 1961年版
1961年4月17日、TBS系列の「ナショナル ゴールデン・アワー」枠（20:30-21:00）、「松本清張シリーズ・黒い断層」の1作として放映。
キャスト
- 三津田健
- 加藤治子
- 小池朝雄
- 南美江

スタッフ
- プロデューサー：逸見稔
- 制作：東京テレビ

### 1962年版
1962年11月1日と11月2日（22:15-22:45）、NHKの「松本清張シリーズ・黒の組曲」の1作として2回にわたり放映。
キャスト
- 市原悦子
- 柳永二郎
- 小池朝雄
- 袋正
- 笠間雪雄
- 谷育子
- 高橋とよ
- 楠田薫

スタッフ
- 脚色：八木沢武孝
- 音楽：別宮貞雄
- 演出：中山たかし
- 制作：NHK

### 1965年版
1965年10月5日、関西テレビ制作・フジテレビ系列(FNS)の「松本清張シリーズ」（火曜21:00-21:30。早川電機工業一社提供）第1作として放映。
キャスト
- 三國連太郎
- 丘さとみ
- 安達国晴

スタッフ
- 脚本：土井行夫
- 監督：水野匡雄

### 1985年版
「松本清張スペシャル・支払い過ぎた縁談」。1985年10月2日、TBS系列の「水曜ドラマスペシャル」枠（21:00-22:54）にて放映。視聴率19.2％（ビデオリサーチ調べ、関東地区）。
キャスト
- 萱野幸子：名取裕子
- 萱野徳右衛門：若山富三郎
- 徳右衛門の妻・房子：木内みどり
- 高森正治：大和田獏
- 高森剛隆：川辺久造
- 桃川恒夫：名高達男
- 桃川の母：朝丘雪路
- 三ツ矢歌子
- 殿山泰司
- レオナルド熊
- 笹野高史
- 井原千寿子
- 朝倉匠子
- 小寺大介
- 城戸卓
- 大門春樹
- 高杉和宏
- 溝口順子

スタッフ
- 監督：瀬川昌治
- 脚本：佐藤繁子
- 音楽：義野裕明
- 現像・テレシネ：ソニーPCL
- プロデューサー：板橋貞夫（松竹）、樋口祐三（TBS）、林悦子（霧企画）
- 制作：松竹、TBS、霧企画

| TBS系列 ナショナルゴールデンアワー （松本清張シリーズ・黒い断層） | TBS系列 ナショナルゴールデンアワー （松本清張シリーズ・黒い断層） | TBS系列 ナショナルゴールデンアワー （松本清張シリーズ・黒い断層） |
| 前番組                                                            | 番組名                                                            | 次番組                                                            |
| ----------------------------------------------------------------- | ----------------------------------------------------------------- | ----------------------------------------------------------------- |
| 草 （1961.3.27 - 4.10）                                           | 支払い過ぎた縁談 （1961.4.17）                                    | 青春の彷徨 （1961.4.24）                                          |

| 関西テレビ制作・フジテレビ系列 松本清張シリーズ                                          | 関西テレビ制作・フジテレビ系列 松本清張シリーズ | 関西テレビ制作・フジテレビ系列 松本清張シリーズ |
| 前番組                                                                                   | 番組名                                          | 次番組                                          |
| ---------------------------------------------------------------------------------------- | ----------------------------------------------- | ----------------------------------------------- |
| （なし）                                                                                 | 支払い過ぎた縁談 （1965.10.5）                  | ある小官僚の抹殺 （1965.10.12）                 |
| フジテレビ系 火曜21時台前半枠（ここから関西テレビ制作枠）                                |                                                 |                                                 |
| プロ野球中継または映画 （20:00 - 21:26）待ッテマシタ! （21:26 - 21:30） 【30分繰り上げ】 | 支払い過ぎた縁談                                | ある小官僚の抹殺                                |

| TBS系列 水曜ドラマスペシャル                      | TBS系列 水曜ドラマスペシャル                      | TBS系列 水曜ドラマスペシャル  |
| 前番組                                            | 番組名                                            | 次番組                        |
| ------------------------------------------------- | ------------------------------------------------- | ----------------------------- |
| 糸井重里の たとえばこんなメロドラマ （1985.9.25） | 松本清張スペシャル 支払い過ぎた縁談 （1985.10.2） | おかあさん （1985.10.9 - 30） |